# Lybaeba apicalis
Lybaeba apicalis – gatunek chrząszcza z rodziny ryjkowcowatych i podrodziny Molytinae.
Gatunek ten opisany został w 1913 roku przez Arthura Millsa Lea.
Chrząszcz o ciele długości 3,25 mm, ubarwionym rudokasztanowo z częściowo przyciemnionym przedpleczem. Pokrycie ciała tworzą gęste, sztywne łuski barwy słomkowej do ochrowej z kilkoma delikatnymi, smolistymi plamkami na pokrywach. Na całej długości cienki ryjek ma boki prawie równoległe i niepunktowaną linię środkową.  Trzonek czułka wyraźnie krótszy niż funiculus, osadzony w połowie długości ryjka. Lekko poprzeczne przedplecze jest gęsto punktowane. Obrys pokryw jest prawie sercowaty, u nasady silnie trójfalisty. Międzyrzędy nie tworzą listewek, a w głębokich i wąskich rzędach leżą podługowate punkty. Tylne odnóża mają silne zęby na udach i ząbkowany hak na szczycie goleni. Dwie początkowe pary mają delikatnie ząbkowane uda, a pierwsza po dwie ostrogi na goleniach.
Ryjkowiec australijski, znany z Wiktorii.